# MIM–72 Chaparral
A MIM–72A/M48 Chaparral egy amerikai gyártmányú önjáró légvédelmi rakétaindító rendszer, amely az AIM–9 Sidewinder levegő-levegő rakétarendszeren alapul. Az indítójármű az M113 lánctalpas páncélozott szállítójárművön alapul. 1969-ben helyezték hadrendbe az amerikai hadseregnél, kivonása 1990 és 1998 között történt. A fegyvert az M163 Vulcan Air Defense System mellett alkalmazták, a Vulcan rövid hatótávolságban a Chaparral hosszabb hatótávolságban támadta a légi célpontokat.

## Fejlesztés

### Mauler
1959-es kezdettel a U.S. Army MICOM (Rakéta Parancsnokság) elkezdte egy önjáró kétéltű légvédelmi rakétarendszer fejlesztését a „Forward Area Air Defense” (FAAD) program keretében, a rendszer jelölése a MIM–46 Mauler volt. A Mauler egy módosított M113-as alvázon alapult, amely egy nagy körbeforgatható keretet hordozott, rajta kilenc rakétával, illetve rövid és nagy hatótávolságú radarokkal. A rendszer működtetése majdnem teljesen automatikusan zajlott, a kezelők egyszerűen kiválasztották a célpontokat a keresőradar kijelzőjéről, majd megnyomták a tűz gombot. A teljes elfogást a tűzvezető számítógép végezte.
A tesztek során azonban számos probléma mutatkozott. Legtöbbjük igen csekély jelentőségű volt, mint a rakétahajtómű problémája vagy a vezérsík, de más jelentősebb gondok is adódtak például a tűzvezető és célravezető rendszerekkel, melyek megoldása már sokkal nehezebb volt. Még aggasztóbb volt az új generációjú szovjet támadó repülőgépek hadrendbe lépése. Ezen okok miatt a Mauler programot 1963-ban leállították és más alternatív megoldások után néztek.

### IFAAD
A MICOM egy tanulmányba kezdett, ami során ki akarták deríteni, hogy a haditengerészet által alkalmazott AIM–9D Sidewinder rakéta alkalmazható-e föld-levegő feladatkörre. A Sidewindert egy infravörös kereső irányította, aminek némi időre volt szüksége, hogy befogja a célpontot, az akkori keresők viszont csak a repülőgépek farokrészét tudták befogni. A MICOM jelentése bizakodó volt, úgy vélték a Sidewindert igen hamar hadrendbe állíthatják, habár képességei korlátozottak voltak.
A Sidewinder körül egy új koncepció alakult ki, az „Interim Forward Area Air Defense” (IFAAD). A fő probléma a rakétával az volt, hogy rövid hatótávolságon nem volt ideje befogni a célpontot, még mielőtt az elhagyná a hatótávolságát, így egy második járműre is szükség mutatkozott, amely az M61 Vulcan gépágyú lett. Mindkét rendszerrel manuálisan céloztak, így nem volt szükség tűzvezető rendszerre. Keresőradar egyik járműbe sem fért, így egy különálló radarrendszert fejlesztettek ki erre a feladatkörre.
A tanulmányokkal 1965-ben végeztek, majd kezdetét vette a Chaparral program. Az első XMIM–72A rakétákat 1967-ben szállították a hadseregnek. A Ford kifejlesztette az M730 jelű járművet az M548 jelű járműből, amely egyike volt az M113 páncélozott szállítójármű családnak. Az első Chaparral zászlóaljat 1969 májusában állították föl.
A Chaparral/Vulcan rendszer támogatására 1966-ban fejlesztették ki az AN/MPQ-49 Forward Area Alerting Radar nevű célbefogó radart. A radart a Gama Goat 6×6 hajtásképletű járművel szállították, emiatt elsővonalbeli alkalmazásra nem volt alkalmas.

## Leírás
A MIM–72A rakéta az AIM–9D Sidewinder rakétán alapul. A fő különbség, hogy a MIM–72A rakétának csak két vezérsíkján van „rolleron”. A MIM–72 MK 50 szilárd tüzelőanyagú rakétahajtóműve lényegében azonos az AIM–9D Sidewinder rakéta MK 36 MOD 5 hajtóművével. A MIM–72 rakétát az M48 indítóegységről indítják, amely egy M730 jelű lánctalpas járműből és egy M54 jelű rakétaindítóból áll, amely négy tűzkész rakéta hordozására alkalmas. Az M48 további nyolc rakétát szállít.
A MIM–72A a FIM–43 Redeye-hez hasonlóan egy első generációs infravörös keresőt használ, amelyet infracsalikkal és „hot brick” zavarókkal el lehet téríteni, ilyen például a Mi–24 csatahelikopter L166 infracsapda egysége. Emellett a rakéta célzásához szükséges a repülőgép forró hajtóművének bemérése is. A B változatot kiképzési célra fejlesztették ki, amely csak a robbanófejében tér el az A változattól.
A C változat 1974-ben jelent meg, továbbfejlesztett vezérlőegységgel készült, így nem szükséges a rálátás a hajtóműre, ezen felül a robbanófejet is fejlesztették. A gyújtó és a robbanófej a korábbi Mauler programból való. A C típust 1976 és 1981 között alkalmazták, üzemkész státuszát 1978-ra érte el. Egy kísérleti D típus is készült, amely a C típus robbanófejét és az A típus keresőjét ötvözte, alkalmazásra viszont nem került.
Tengerészeti változatát is kifejlesztették, amely a C típuson alapult - jelölése a RIM–72C Sea Chaparral lett. A rakétát a U.S. Navy nem rendszeresítette, de Tajvannak exportáltak belőle.
A Chaparral rendszerrel manuálisan tüzeltek, a célt vizuálisan fogták be, a rakétaindítót a megfelelő irányba forgatták, majd megvárták, hogy a rakéta keresője ráálljon a célpontra. A rendszer használata nem javasolt fedezék mögül felbukkanó helikopterek ellen.
1977-ben a Ford és a Texas Instruments elindított egy programot, melynek célja a Chaparral minden időjárási körülmények közötti használatának biztosítása volt egy FLIR kamera hozzáadásával. A tesztek 1978-ban kezdődtek egy új füstmentes hajtóművel, amely nagyban megnövelte a látási viszonyokat tüzelés után, így könnyebbé téve a gyors egymás után leadott lövéseket. A tesztek sikeresen végződtek, majd a FLIR fejlesztést 1984 szeptemberében kivitelezték. A meglévő rakétákat ellátták az új hajtóművel, melyek jele a MIM–72E lett, míg az új építésű változatoké MIM–72F lett.
1980-ban egy utolsó fejlesztést vezettek be a FIM–92 Stinger keresőjének alkalmazásával. A Stinger keresője sokkal megbízhatóbb és nehezebb megzavarni. A Ford 1982-től kezdte szállítani a létrejött MIM–72G-ket, a meglévő rakétákat pedig az 1980-as évek végére továbbfejlesztették. Az új építésű G típusok 1990-91 között készültek. Ebben az időben azonban a hadseregnél elkezdték kivonni a rakétákat a hadrendből, majd átadásra kerültek a nemzeti gárdának.
A MIM–72-nek készült két export változata is, a MIM–72H, amely a MIM–72F export változata volt, és a MIM–72J, amely a MIM–72G export változata volt.
A rakéta ára hozzávetőleg 80 000 dollár volt, az M48 indítójárműé pedig 1,5 millió dollár.

## Műszaki adatok (MIM–72A)
- Hossz: 2,9 m
- Fesztávolság: 63 cm
- Átmérő: 127 mm
- Indulótömeg: 86 kg
- Sebesség: 1,5 Mach
- Hatótávolság: 500 – 9000 m
- Magasság: 25 – 4000 m
- Vezérlés: Passzív infravörös
- Rakétahajtómű: MK 50 szilárd tüzelőanyagú hajtómű
- Robbanófej: 12,2 kg MK 48

## Változatok
- MIM–72 Chaparral
  - MIM–72A – Eredeti sorozatgyártott rakéta.
  - MIM–72B – Gyakorló rakéta.
  - MIM-72C – Improved Chaparral. Továbbfejlesztett változat. AN/DAW–1 vezérlőegység, M817 gyújtó, M250 robbanófej.
    - RIM–72C – Sea Chaparral. Tengerészeti változat. Tajvan rendszeresítette.

  - MIM–72D – Kíserleti változat.
  - MIM–72E – MIM–72C rakéták új M121 jelű füstmentes hajtóművel.
  - MIM–72F – Új gyártású rakéták M121 füstmentes hajtóművel.
  - MIM–72G – AN/DAW–2 keresővel ellátott rakéták.
  - MIM–72H – A MIM–72F exportváltozata.
  - MIM–72J – A MIM–72G exportváltozata.
  - M30 – Életlen gyakorló rakéta.

## Rendszeresítők
- Amerikai Egyesült Államok
- Chile
- Egyiptom
- Izrael
- Marokkó
- Tajvan
- Tunézia

## Fordítás
- Ez a szócikk részben vagy egészben  a   MIM-72 Chaparral című angol Wikipédia-szócikk ezen változatának fordításán alapul.  Az eredeti cikk szerkesztőit annak laptörténete sorolja fel. Ez a jelzés csupán a megfogalmazás eredetét és a szerzői jogokat jelzi, nem szolgál a cikkben szereplő információk forrásmegjelöléseként.